# Lesní putování s Kamilem Rohanem
Lesní putování s Kamilem Rohanem je naučná stezka, vedoucí především zámeckým parkem v Sychrově, v okrese Liberec. Její délka je necelé 2 km, na své cestě má 6 zastávek a otevřena byla v roce 2008.
Stezka je vedena po pěšinách, které nechal v 19. století vytvořit Kamil Rohan na údolím řeky Mohelky. Součástí jsou i nově zrekonstruovaný altán a pyramida, připomínající návštěvu zámku císařem Františkem Josefem I. Cílem stezky je pak seznámit veřejnost se zajímavostmi zdejších lesů, prací lesníku a také s fungováním lesního ekosystému. Texty na tabulích jsou psány česky, anglicky a německy

## Zastavení
- Vítejte

První zastavení seznamuje návštěvníky se vznikem sychrovské obory a zámeckého parku. Další text je pak výňatkem z deníku knížecího lesního Vladimíra Vély. Vše doplňují fotografie (současné i historické) a mapky.
- U altánu

Druhé zastavení seznamuje s původním vzhledem altánu a jeho stavem před rekonstrukcí. Také upozorňuje na železniční viadukt v Radostíně, dnes skrytý stromy.
- Vývoj lesa

Třetí zastavení samovolný vývoj lesa, doplněný o ilustrační fotografie. Další text je pak zaměřen na významné hosty, kteří Sychrov navštívili, a doplňuje jej další text z deníku Vladimíra Vély.
- Význam vody v lese

Toto zastavení se zaměřuje na vysvětlení vodního koloběhu v lese a především pak představení unikátního vodovodního systému, jehož autorem byl Joseph-Michel Montgolfier. Vše doplňují především dva dominantní nákresy – koloběhu vody a vodního trkače.
- Paměť lesa

Předposlední zastavení seznamuje s návštěvou císaře Františka Josefa I. a především s památkou na něj – žulovou pyramidou. Ani tady nechybí doprovodné fotografie a výňatek z deníku Vladimíra Vély.
- Arturův hrad

Poslední zastavení se nachází u této brány či umělé zříceniny hradu na okraji zámeckého parku. Kromě historie této stavby se zabývá také představením zástupců živočišné říše na Sychrově.